# Ayanna McClean
Ayanna McClean là một trọng tài khúc côn cầu đến từ Trinidad và Tobago và là cựu hậu vệ cho đội tuyển nữ khúc côn cầu quốc gia Trinidad và Tobago. Cô là người thứ hai đến từ Caribbean có đủ điều kiện để trở thành một trọng tài tại một giải đấu World Cup hoặc Olympic, sau Roger St Rose, và là người phụ nữ đầu tiên. Cô là con gái của Cherril Franco, người phụ nữ đầu tiên từ Trinidad và Tobago trở thành một trọng tài hạng nhất của FIH.

## Sự nghiệp thi đấu
McClean bắt đầu chơi khúc côn cầu khi cô 11 tuổi. McClean trước đây là thành viên của Câu lạc bộ khúc côn cầu mạo hiểm và cô đã làm đội trưởng cho cả đội bóng của mình tại Đông Nam Port-of-Spain và đội bóng U-21  Cô đã nhận được học bổng khúc côn cầu để tham dự Đại học Hofstra ở Long Island, New York năm 2004 và sau đó là đội trưởng đội khúc côn cầu tại Hofstra. Cô là thành viên của đội huấn luyện dưới 21 tuổi Trinidad và Tobago. Sau đó, cô đại diện Trinidad và Tobago tại các trò chơi Pan American 2003 ở Santo Domingo.

## Sự nghiệp đang lên
Khi còn chơi ở Hofstra, McClean đã trở thành một trọng tài theo chứng nhận của FIH. Lần ra mắt quốc tế đầu tiên của cô là tại Thế vận hội Junior Pan American năm 2005 ở Puerto Rico. Cô tiếp tục tham gia vào Thế vận hội Pan American 2007, Pan American Cup 2009 và Giải vô địch trẻ Pan Pan 2010. Năm 2010, cô được bổ nhiệm làm trọng tài trung lập cho Thế vận hội Olympic trẻ khai mạc tại Singapore. Tại Pan American Cup 2013 McClean đã được vinh danh vì đã tổ chức trận đấu quốc tế thứ 50 của cô. Khi nhận được FIH Class One năm 2013, cô đã trở thành nữ trọng tài được xếp hạng cao nhất từ vùng Caribbean, và đã được giải thưởng như vậy kể từ đó. Trước thềm Thế vận hội Olympic 2016, cô đã tham gia rất nhiều vào các giải đấu Olympic Qualifying đầy tham vọng, bao gồm Bán kết Khúc côn cầu Thế giới 2015 ở Valencia, Tây Ban Nha, Chung kết Khúc côn cầu Thế giới 2015 ở Rosario, Argentina và 2015 Trò chơi của Mỹ ở Toronto, Canada. Năm 2017 đã có thông báo rằng McClean đã được bổ nhiệm để trọng tài tại World Cup Hockey 2018 ở London, Vương quốc Anh.